# Emigrazione giapponese in Brasile

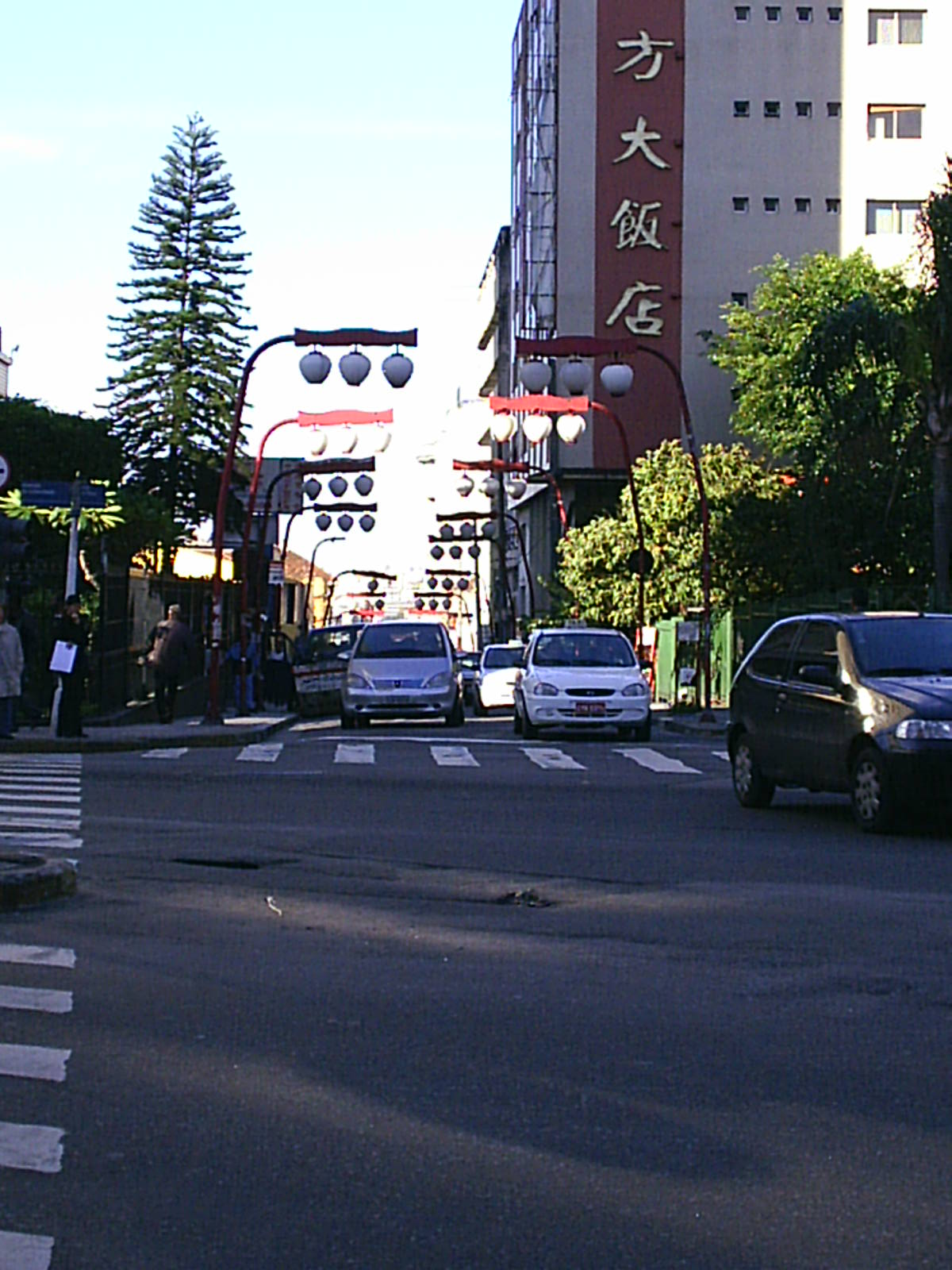
Il quartiere Liberdade a San Paolo, sede di una delle più grandi comunità nipponiche in Brasile.

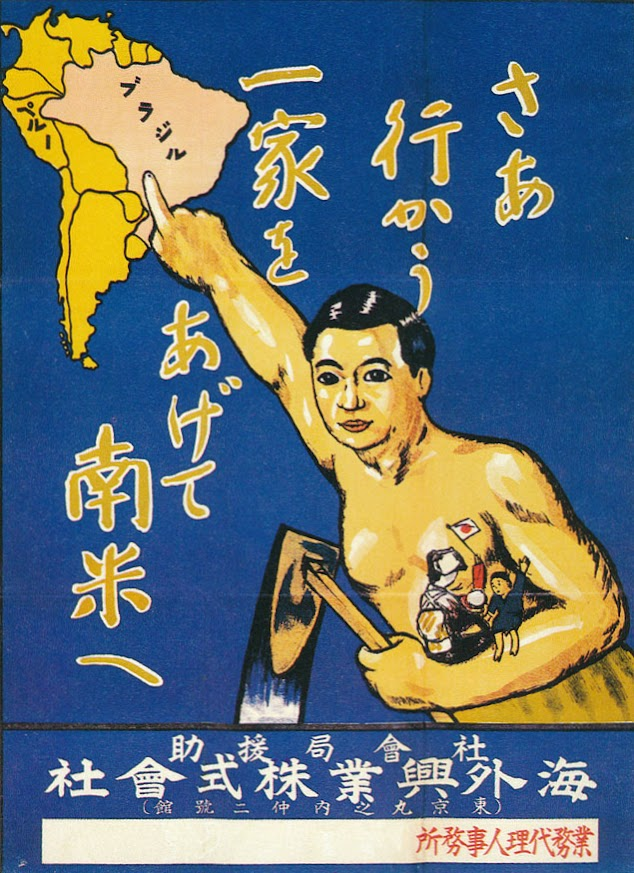
Locandina di un'azienda privata giapponese volta ad incoraggiare l'immigrazione giapponese in Brasile esposta al Museo storico dell'immigrazione giapponese in Brasile di San Paolo.

Il Brasile è il paese che accoglie il maggior numero di giapponesi al di fuori del Giappone. Sono circa 1,9 milioni gli abitanti di origine giapponese in Brasile. Gli individui di origine giapponese nati in Brasile sono chiamati nippo-brasiliani (Nipo-brasileiros in portoghese), oppure nikkei.

## Storia
L'immigrazione giapponese in Brasile ebbe ufficialmente inizio il 18 giugno del 1908, quando la nave Kasato Maru, partita da Kōbe attraccò nel porto di Santos, recando 781 lavoratori destinati alle aziende agricole dell'entroterra paulista. Il flusso cessò quasi totalmente dopo il 1973, con l'arrivo a bordo della Nippon Maru dell'ultimo gruppo significativo di immigrati. In quell'anno secondo diverse stime vi erano circa 200.000 giapponesi residenti in Brasile.
Attualmente si ritiene vi siano circa 2 milioni di brasiliani di origine nipponica, la maggior parte dei quali residente negli stati di São Paulo e del Paraná. Sulla base di dati raccolti dall'IPEA (Instituto de Pesquisa Econômica Aplicada - Istituto di ricerca economica applicata) nel 2016, su un campione di 46.801.772 cognomi di cittadini brasiliani, 315.925 ovvero lo 0,7% era classificabile come di origine giapponese.
A fronte della crisi economica brasiliana e delle opportunità di impiego offerte dal boom economico giapponese, diversi brasiliani di origine giapponese hanno optato, a partire dagli anni '80, di trasferirsi a lavorare in Giappone, dando vita al fenomeno dei dekasegi.